# Агаякан (река)
Агаяка́н (якут. Агайакаан) — река в России, правая составляющая Кюенте, протекает по территории Оймяконского района Якутии. Длина реки — 160 км, площадь водосборного бассейна — 7630 км². При слиянии с рекой Сунтар образует реку Кюенте, левый приток Индигирки.
Агаякан стекает с хребта Сунтар-Хаята в Агаяканскую впадину Оймяконского нагорья. Течёт по малонаселённой местности, преимущественно в северном направлении. Около устья на реке расположено одноимённое село — Агаякан.

## Данные водного реестра
По данным государственного водного реестра России относится к Ленскому бассейновому округу, речной бассейн реки — Индигирка, водохозяйственный участок реки — Индигирка от истока до впадения реки Неры.
Код объекта в государственном водном реестре — 18050000112117700039064.